# Ophrestia laotica
Ophrestia laotica là một loài thực vật có hoa trong họ Đậu. Loài này được (Gagnep.) Verdc. miêu tả khoa học đầu tiên.